# Christian Galenda
Christian Galenda (ur. 18 stycznia 1982 w Dolo) – włoski pływak, specjalizujący się głównie w stylu dowolnym oraz w stylu zmiennym.
Mistrz świata na krótkim basenie z Szanghaju oraz wicemistrz świata z Melbourne w sztafecie 4 x 100 m stylem dowolnym. 5-krotny medalista mistrzostw Europy. 3-krotny medalista mistrzostw Europy na krótkim basenie.
Dwukrotny uczestnik Igrzysk Olimpijskich z Aten (4. miejsce ze sztafetą 4 x 100 m stylem dowolnym) i Pekinu (4. miejsce ze sztafetą 4 x 100 m stylem dowolnym i 9. miejsce na 100 m stylem dowolnym).